# 矢部嵩
矢部 嵩（やべ たかし、1986年 - ）は日本の小説家。東京都八王子市出身。

## 経歴・人物
武蔵野大学文学部卒業。大学在学中の2006年に、「紗央里ちゃんの家」で第13回日本ホラー小説大賞長編賞を受賞してデビュー。
同人活動として、大学の同期である詩人・白鳥央堂と二人誌"clearstory"を、また作家仲間と「サークル薄禍企画」で同人誌を刊行している。

## 作品リスト

### 単行本
- 『紗央里ちゃんの家』  (角川書店[4]、2006年10月 / 角川ホラー文庫[5]、 2008年9月）
- 『保健室登校』 (角川ホラー文庫[6]、2009年12月）
  - 「クラス旅行」
  - 「血まみれ運動会」
  - 「期末試験」
  - 「平日」
  - 「殺人合唱コン(練習)」
- 『魔女の子供はやってこない』 (角川ホラー文庫[7]、2013年12月）
- 『〔少女庭国〕』 (ハヤカワSFシリーズ Jコレクション[8]、2014年3月 / ハヤカワ文庫JA[9]、2019年6月）
- 『未来図と蜘蛛の巣』[10] (講談社[11]、2025年3月）
  - 「待ち合わせる」「エンタから」「エンタ」「フォロー」「蜘蛛の国から」「帰る」(書き下ろし)
  - 「未来図と蜘蛛の巣」連載作品（講談社公式サイト『tree[12]』、2020年11月〜同年12月、2024年6月〜同年10月）挿画：zinbei、唯鬼
  - 「キャラバン」「歩程」(カクヨム、2018年12月)
  - 「殺人野球小説」（第一回『ブンゲイファイトクラブ[13]』投稿作、2019年9月）
  - 「乾燥機」(FFEEN vol.4、2024年2月)
  - 「未来の友人達と」(はてなダイアリー、2012年12月)
  - 「造花、日時計、プラスチック時計」（講談社公式サイト『tree[14]』、2020年7月 / 講談社、アンソロジー『Story for you』、2021年3月）
  - 「登美子の足音」（『Mephisto Readers Club』、講談社、2022年7月18日）[15]

### 単行本未収録作品
商業メディア
- 「教室」 （掌編、『年刊日本SF傑作選 折り紙衛星の伝説』創元SF文庫、2015年6月30日 / 初出は私家版短編集『人間のスケッチ』）
- 「処方箋受付」 （中編、『早稲田文学』2015年夏号(第10次第11号)に寄稿、2015年5月9日）
- 「処方箋受付」 （中編、『早稲田文学』2015年秋号(第10次第12号)に寄稿、2015年8月6日）
- 「美女と竹林」 （『小説宝石』2018年2月号に掲載、2018年1月22日）
  - 『森見登美彦リクエスト! 美女と竹林のアンソロジー』（光文社、2019年1月22日 / 光文社文庫、2020年2月4日）再録
- 「〔浅川綾子〕」（『Hayakawa Books & Magazines（β）』早川書房 に掲載、2019年7月19日）
- 「カブトムシ」など（PHP研究所、ゆびさき怪談 一四〇字の怖い話』、2021年7月）
- 「噓コントパンケーキワイヤドテレフォンスーサイドゴーホーム」（『Mephisto Readers Club』講談社、2023年2月）
  - 『嘘をついたのは、初めてだった』（講談社、2023年11月）収録
- 「自転車武装条例」（『Mephisto Readers Club』講談社、2025年1月）

同人誌など
- 「中耳炎、絵のない絵本、裏側に落ちて届かない物」 （Twitter[16]、2013年12月）
- 『人間のスケッチ』 (私家版短編集[17]、2015年1月）
  - 殺人少女
  - 全国大会
  - 葉っぱ
  - 復帰
  - スーパー赤い
  - メルヴィル第六先生の
  - ぺらぺらちょ山
  - 教室
  - 愛の食事
  - 腹痛
  - 殺したの
  - 二ゴーの檻
  - グラタンの作り方
  - スローダウン
  - 花屋の娘
  - 健康都市
- 「アイドルのアップルパイ」 （Twitter[18]、2016年8月）
- 「森と飼い主/ブロッコリーのB」「夜明け前の森の練習曲」（同人誌『ひとひら怪談【le bois】──森── No.01』、2019年5月）
- 「同じ話」「シュークリームベイビー！」（同人誌『ひとひら怪談【l'anima】──魂── No.02』、2020年5月）
- 「Summer Of Katabiragawa 1993」「夜の川」（同人誌『ひとひら怪談【la plage】──水── No.03』、2021年5月）
- 「グッバイ」「小林先生のテーマ」（同人誌『ひとひら怪談【la sombra】──影── No.04』、2022年5月）
- 「解体！町子ちゃん」「覆面作家の夢の町」（同人誌『ひとひら怪談【la ville】──町── No.05』、2023年5月）
- 「今日の夕日」「銀河より」（同人誌『ひとひら怪談【】一空一No.06』、2024年6月）

### エッセイなど
- 「『〔少女庭国〕』刊行記念矢部嵩インタビュウ」（早川書房、『S-Fマガジン』2014年4月号）
- 「私の好きなホラー漫画ベスト３」（実業之日本社、リレーエッセイ『私の○○ベスト３[19]』2017年6月）
- 「私の好きな高橋葉介作品」（早川書房、『ミステリマガジン』2022年7月号）

## 関連書籍
- 関西ミステリ連合OB会編『BIRLSTONE GAMBIT』 (密林社 2017年1月)